# Karjalansaari (ö i Norra Karelen, Mellersta Karelen)
Karjalansaari är en ö i Finland. Den ligger i sjön Pyhäselkä och i kommunen Rääkkylä i den ekonomiska regionen  Mellersta Karelens ekonomiska region  och landskapet Norra Karelen, i den sydöstra delen av landet, 300 km nordost om huvudstaden Helsingfors. Öns största längd är 290 meter i sydöst-nordvästlig riktning.